# Chlorophthalmus
Chlorophthalmus  es un género de peces de la familia Chlorophthalmidae, del orden Aulopiformes. Este género marino fue descrito por primera vez en 1840 por Charles Lucien Bonaparte.

## Especies
Especies reconocidas del género:
- Chlorophthalmus acutifrons Hiyama, 1940
- Chlorophthalmus agassizi Bonaparte, 1840
- Chlorophthalmus albatrossis D. S. Jordan & Starks, 1904
- Chlorophthalmus atlanticus Poll, 1953
- Chlorophthalmus borealis Kuronuma & M. Yamaguchi, 1941
- Chlorophthalmus brasiliensis Mead, 1958
- Chlorophthalmus corniger Alcock, 1894
- Chlorophthalmus chalybeius Goode, 1881
- Chlorophthalmus ichthyandri Kotlyar & Parin, 1986
- Chlorophthalmus mascarensis Kobyliansky, 2013[2]
- Chlorophthalmus mento Garman, 1899
- Chlorophthalmus nigromarginatus Kamohara, 1953
- Chlorophthalmus pectoralis Okamura & M. Doi, 1984
- Chlorophthalmus proridens C. H. Gilbert & Cramer, 1897
- Chlorophthalmus punctatus Gilchrist, 1904
- Chlorophthalmus vityazi Kobyliansky, 2013[2]
- Chlorophthalmus zvezdae Kotlyar & Parin, 1986

### Lectura recomendada
- Eschmeyer, William N. 1990. Genera of Recent Fishes. iii + 697.